# 시카고 울브스
| 시카고 울브스 |                                                                         |
| 콘퍼런스      | 서부 콘퍼런스                                                           |
| 디비전        | 센트럴 디비전                                                           |
| 설립연도      | 1994년 2001년 (AHL 가입)                                                |
| 해체연도      |                                                                         |
| 역사          | 시카고 울브스 (1994년~현재)                                             |
| 경기장        | 올스테이트 아레나                                                       |
| 연고지        | 일리노이주 로즈먼트                                                     |
| 상징색        | 진홍, 금, 검정, 하양                                                    |
| 구단주        | 돈 레빈 버디 메이어스                                                   |
| 단장          | 웬델 영                                                                 |
| 감독          | 존 앤더슨                                                               |
| NHL 제휴      | 베이거스 골든 나이츠                                                    |
| ECHL 제휴     | 쿼드시티 말라즈                                                         |
| 정규시즌 우승 | IHL : 1 (2000)                                                          |
| 콘퍼런스 우승 | IHL : 3 (1998, 2000, 2001) AHL : 3 (2001, 2005, 2008)                   |
| 디비전 우승   | IHL : 4 (1997, 1999, 2000, 2001) AHL : 5 (2005, 2008, 2010, 2012, 2014) |
| 칼더 컵       | 2 (2002, 2008)                                                          |
| 영구 결번     | 1, 11                                                                   |

시카고 울브스(Chicago Wolves)는 미국 일리노이주 로즈먼트를 연고지로 하는 AHL의 서부 콘퍼런스 센트럴 디비전 소속 아이스 하키팀이다.

## 역대 홈경기장
| 시카고 울브스     |             |          |                     |      |
| 경기장            | 사용기간    | 수용인원 | 장소                | 비고 |
| 올스테이트 아레나 | 1994년~현재 | 16,692명 | 일리노이주 로즈먼트 | 빈칸 |